# العاشق (رواية)
العاشق هي مجموعة ثلاث روايات غير مكتملة للكاتب الفلسطيني غسان كنفاني وانتشرت عام 1987. نُشرت هذه الروايات لأول مرة بعد اغتيال غسان الكنفاني في مجلة شؤون الفلسطينية. بالرغم من ذلك، كان هذا العمل أحد أهم أسباب شهرة غسان كنفاني على النطاق العالمي

## عن الروايات
سُميت المجموعة باسم الرواية الأولى، العاشق، ويناقش غسان كنفاني فيها مسألة النضال الفلسطيني باختلاف عن بقية أعماله. أما الرواية الثانية فتحمل عنوان برقوق نيسان والرواية الثالثة تحمل عنوان الأطرش والأعمى، ويناقش كنفاني مسألة النضال أيضا ولكن بصورة مشابهة لطريقته المعتادة وبالتركيز على الرمزيات. فمثلا، يبدأ كنفاني رواية برقوق نيسان بالإشارة إلى أشجار الخوخ وإعطاء وصف وشرح مفصل لها، ويشكل هذا الشرح مسرحا لأحداث الرواية.
بالرغم من عدم اكتمالهن، إلا أنه اعتبر الروائيون والأدباء والناقدون نقصهن سبب اكتمالهن، حيث أضافت النهاية المفتوحة قيمة أدبية إلى الروايات وكمنت مكانة كنفاني الأدبية وتأثيره الأدبي في مجال أدب المقاومة.

## اقتباسات
“إننا، حين نفقد واحدة من حواسنا، فإنها لا تضيع. كيف أشرح ذلك الإحساس الغامض؟ إن الصمم نوع من نوم الصوت. الحاسة ذاتها تظل في داخل الجسم كهدير طاقة حبيسة، ويكاد صوت استغاثتها أن يسمع، وهذا بالذات هو الشيء الذي اعتزمت، طوال عمري، أن أفكر فيه بهدوء.”
― غسان كنفاني
“وأقولُ لك، لم يعُد يوجدُ في جِدارِ أوهامي مكانٌ لمِسمارٍ جديد، أُعلّق عليه وعدا بالأصوات التي لم أسمعها قط.”
― غسان كنفاني
“كما يعتاد الميت الموت، فإن الأطرش يتعود الصمم. أحيانا أقول : كما يعتاد الإنسان العيش فإن الأصم يعتاد الصمت ولكن المسألة الأكيدة هي أن الأشياء أكثر تعقيدا.”
― غسان كنفاني

## روايات أخرى للكاتب
- عائد إلى حيفا
- رجال في الشمس
- أم سعد
- ما تبقى لكم